# Radiolaria
Los radiolarios (Radiolaria o Radiozoa) son un grupo de protistas ameboides que producen intrincados esqueletos minerales (casi siempre de sílice), que se encuentran como plancton en el océano. Suelen ser unicelulares, aunque algunos forman colonias de miles de individuos. El cuerpo de la célula se divide en dos secciones, interna y externa, denominadas endoplasma y ectoplasma, separadas por una membrana de naturaleza orgánica, denominada cápsula central.

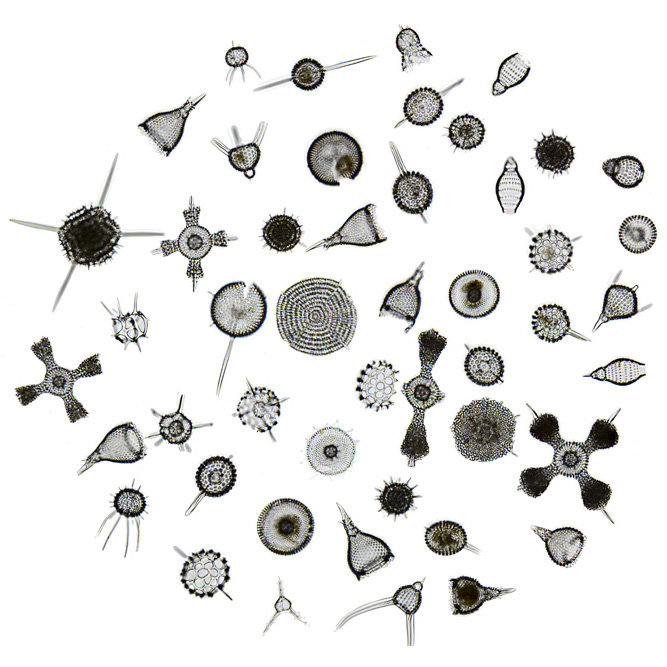
Diversidad morfológica en radiolarios.

Las dos características más distintivas de los radiolarios son su esqueleto y los axopodios. Los radiolarios producen un esqueleto que puede tener una estructura muy elaborada y de gran belleza, con una apariencia opalina. Del cuerpo de la célula salen numerosas proyecciones denominadas axopodios que le dan una apariencia radiada y le sirven al organismo para el movimiento y para capturar pequeñas presas.
El esqueleto de los radiolarios se fosiliza con facilidad y, debido a la rápida evolución de sus especies, son importantes como fósiles guía a partir del Cámbrico. Los radiolarios comprenden actualmente unas 1000 especies vivas.
Tradicionalmente, Radiolaria agrupó a cuatro grupos: Acantharea, Nassellaria, Spumellaria y Phaeodaria (Haeckel 1887). Sin embargo, los análisis moleculares revelaron que el grupo Phaeodaria está en realidad relacionado con Thecofilosea, en Cercozoa, pues el parecido se debe a evolución convergente en el desarrollo del esqueleto silíceo y axopodios.

## Ecología

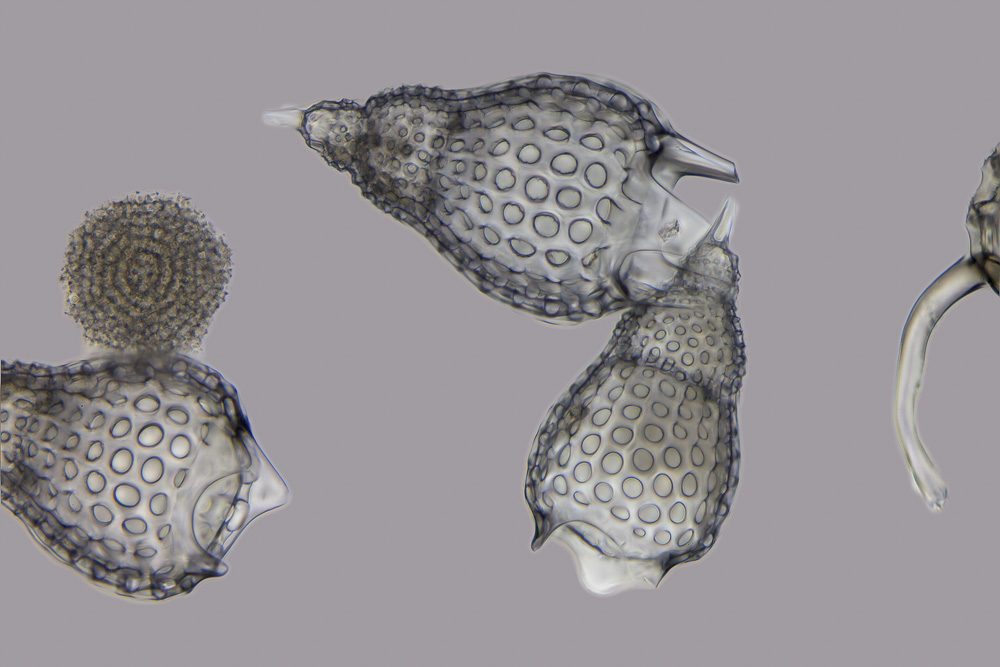
Esqueletos de radiolarios con simetría cónica.

Los radiolarios son marinos y pelágicos, constituyendo una parte importante del plancton. Se encuentran en todos los océanos, incluyendo las latitudes templadas, tropicales y árticas. La mayoría vive en los primeros centenares de metros de la superficie en mar abierto, pero también se los ha encontrado en todas las profundidades, incluidas las profundidades abisales. Su morfología está adaptada a la suspensión en la columna de agua y las diferentes especies viven en diferentes rangos de profundidad. Dos especies pueden haber sido bentónicas, aunque no está clara su afinidad con los radiolarios.
Los radiolarios son heterótrofos, normalmente depredadores de protistas y otros pequeños organismos a los que capturan con sus seudópodos. Entre sus presas se incluye tanto zooplancton (copépodos, larvas de crustáceos, ciliados y flagelados) como fitoplancton (diatomeas, cocolitóforos y dinoflagelados), además de bacterias y detritos orgánicos. Las especies más grandes pueden capturar copépodos y larvas de crustáceos.
Los radiolarios son unicelulares, aunque algunas especies pueden formar colonias de miles de individuos (la familia Collosphaeridae). Los individuos coloniales están embebidos en una matriz gelatinosa común y se interconectan entre sí con sus seudópodos. Algunas especies pueden formar asociaciones simbióticas con diversas algas, especialmente zooxantelas, las cuales producen la mayoría de la energía que precisa el radiolario. 
Los radiolarios individuales usualmente tienen un tamaño en el rango de centésimas a décimas de milímetro, pero algunos alcanzan un milímetro o más, por lo que pueden observarse a simple vista. Las colonias pueden alcanzar en conjunto tamaños superiores al centímetro, llegando en casos excepcionales, hasta tres metros de diámetro.

## Estructura celular

Esquema de la célula de un radiolario (esqueleto a la izquierda y célula a la derecha). 1-cáscara cortical, 2-espina secundaria, 3-poro, 4-espina principal, 5-primera cáscara medular, 6-segunda cáscara medular, 7-cáscara cortical, 8-barras y cáscaras, 9-endoplasma, 10-ectoplasma (calima), 11-axopodio, 12-filipodio, 13-microtúbulo, 14-vacuola, 15-aparato de Golgi, 16-núcleo, 17-mitocondria, 18-cápsula central, 19-ribosoma, 20-gránulo de lípidos.

### Citoplasma

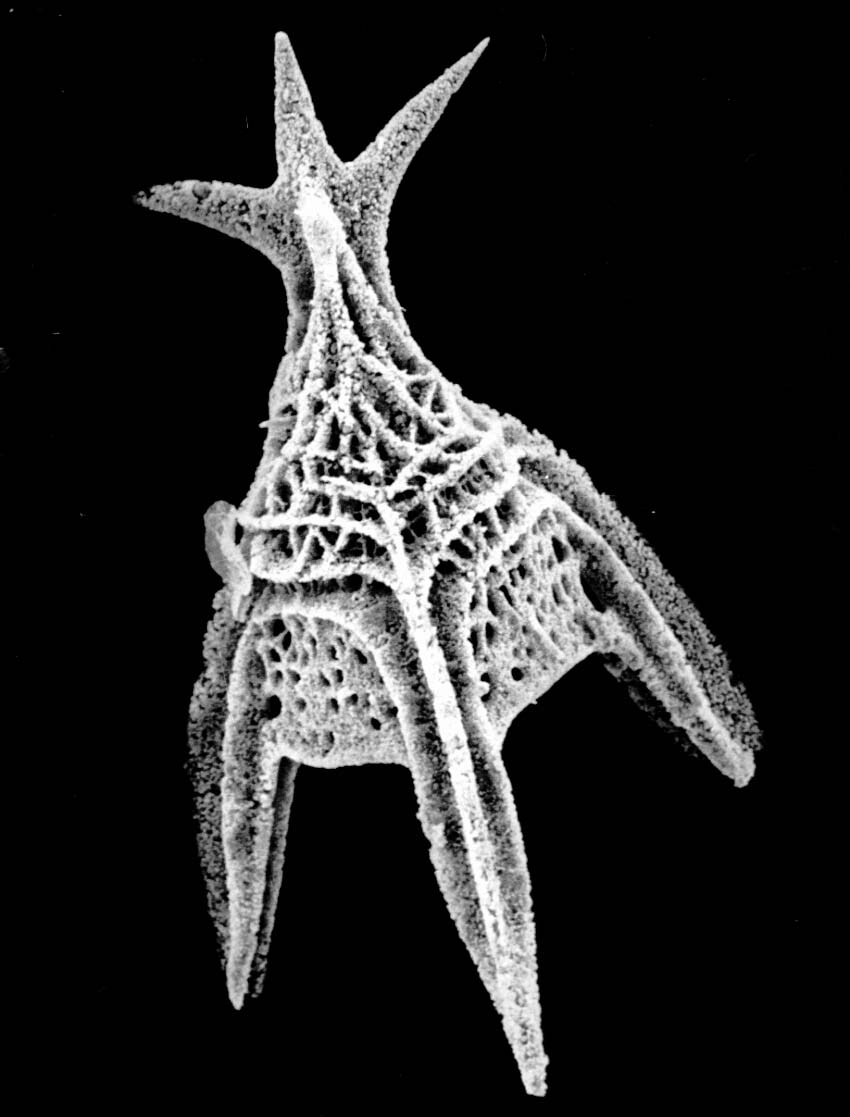
Esqueleto de radiolario con prolongaciones o cuernos del Jurásico.

La célula de los radiolarios se caracteriza normalmente por estar dividida en dos partes separadas por una membrana de naturaleza orgánica, denominada cápsula central. Las secciones de citoplasma interna y externa a la cápsula central se denominan endoplasma y ectoplasma, respectivamente. La cápsula central está perforada por un gran orificio central o con numerosos orificios más pequeños que permiten la comunicación entre endoplasma y ectoplasma.
El endoplasma es más denso y en su interior se localiza el núcleo celular, que a veces son varios o incluso millares, la mayoría de los demás orgánulos e inclusiones tales como gotas de aceite, pigmentos y cristales. Entre ellos se encuentran el aparato de Golgi (orgánulo secretor), retículo endoplasmático (sistema de membranas), mitocondrias (orgánulo dedicado a la respiración), ribosomas (biosíntesis proteica) y lisosomas primarias que llevan las enzimas digestivas a las vaculas digestivas. Se incluyen también varios tipos de vacuolas de diferente composición y sustancias de reserva, incluyendo lípidos y gránulos de carbohidratos. Por tanto, en el endoplasma se realizan las funciones de respiración, síntesis proteica y reproducción.
Por su parte el ectoplasma consiste en una masa gelatinosa denominada calima que contiene numerosas vacuolas. Entre ellas se encuentran grandes vacuolas digestivas y glóbulos o alvéolos que contienen lípidos o gases para ayudar a la flotabilidad. Al estar tan vacuolado tiene una apariencia espumosa, lo que supuestamente les ayuda a mantener el equilibrio hidrostático y con ello controlar su flotabilidad. La digestión y la generación de residuos se realizan en el ectoplasma. También se encuentran aquí mitocondrias y las algas simbióticas.

### Axopodios
El ectoplasma se extiende hacia afuera en forma de una compleja red seudopodial. Esta rodea a toda la célula, incluyendo los elementos del esqueleto que sobresalen, impidiendo de esta forma que se disuelvan en el agua del mar. Del ectoplasma salen numerosas proyecciones granulares radiales, finas, muy rectas, puntiagudas y no ramificadas (de donde se deriva el nombre de radiolario). Las proyecciones pueden ser de dos tipos, filopodios que no presentan eje central, o más a menudo axopodios, que están soportados por microtúbulos.
Estos son utilizados de forma activa por el organismo, pues les ayudan en la flotación (al aumentar la superficie de su cuerpo) y también son utilizados para la movilidad (mediante un nado lento) y para capturar el alimento. Una organización corporal similar se encuentra en los heliozoos, pero estos carecen de la cápsula central y como esqueleto sólo producen espinas simples.

### Esqueleto

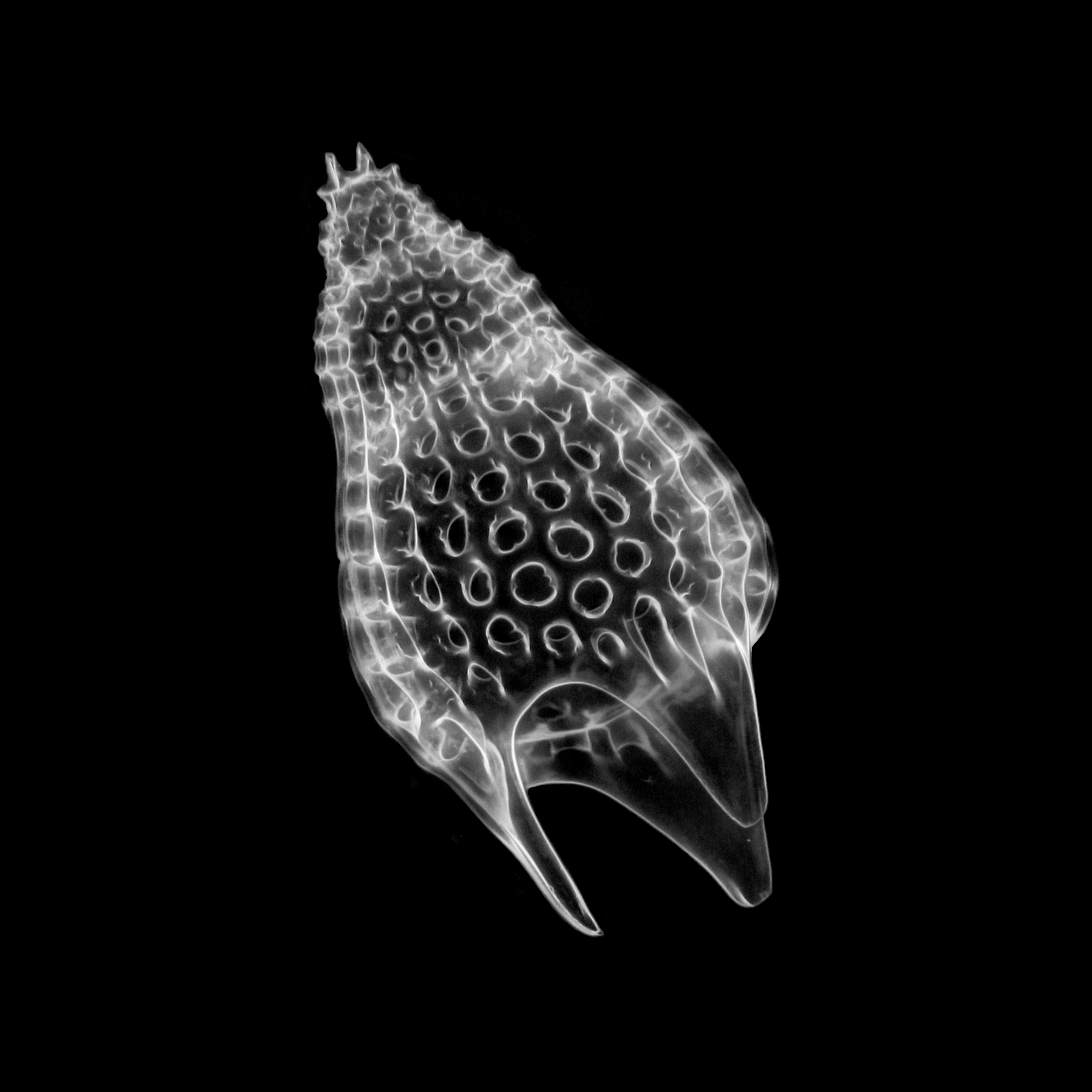
Esqueleto del grupo Nassellaria

La mayoría de los radiolarios presentan un esqueleto perforado. En las policistinas es de naturaleza silícea, amorfo y sin incrustaciones orgánicas, mientras que en los acantarios está compuesto de sulfato de estroncio (celestita). Esto los distingue de los relacionados foraminíferos, cuyo esqueleto es una concha redondeada compuesta de caliza. El esqueleto de los radiolarios puede tomar multitud de formas y puede tener una estructura muy elaborada y de gran belleza, con una apariencia opalina. El esqueleto está rodeado por el citoplasma y una parte se localiza dentro de la cápsula, incluyendo una microesfera central.
El esqueleto tiene un patrón de perforaciones que contribuyen a disminuir el peso y está formado por dos tipos de elementos, radiales y tangenciales, que se entrelazan de diversas formas para construir diversos tipos de estructuras. Los elementos radiales están constituidos por espículas, barras de soporte interno o por espinas que sobresalen. Los elementos tangenciales se constituyen en cáscaras perforadas de muy diferentes formas. A menudo se encuentran varias de ellas según una disposición concéntrica o superpuesta. No todos los radiolarios son esféricos, pues algunos grupos tienen una organización elipsoidal, discoidal o cónica. Se conocen algunos radiolarios que presentan una gran semejanza con los poliedros regulares, como por ejemplo una especie con forma de icosaedro. Por otra parte, existe un pequeño grupo de radiolarios carente de esqueleto o que presenta solamente espículas distribuidas por el citoplasma.
Cuando el radiolario muere, el esqueleto se deposita en el fondo marino, donde es bien preservado, convirtiéndose frecuentemente en microfósil. El esqueleto de los radiolarios fosiliza con facilidad, y debido a la rápida evolución de sus especies son importantes como fósiles guía a partir del Cámbrico. Radiolarios fósiles comunes son Actinomma, Heliosphaera y Hexadoridium.

## Reproducción
La reproducción de los radiolarios puede ser tanto asexual como sexual, aunque es poco conocida. Entre la reproducción asexual se ha observado bipartición, gemación y fisión múltiple. La reproducción sexual no ha sido observada directamente, pero se intuye por observaciones de numerosas células biflageladas, similares a las células reproductivas de otros grupos de protistas.

## Grupos
Se distinguen dos grupos de radiolarios: Polycystinea y Acantharea, siendo el primero el grupo el de los radiolarios propiamente dichos. Además se propuso un tercer grupo Sticholonchea. Radiolaria y Foraminifera constituyen un clado denominado Retaria cuyas relaciones, especialmente con los grupos de radiolarios no están resueltas. 
Se ha propuesto que los radiolarios serían un grupo monofilético, siendo sus relaciones internas las siguientes:
|  | Sticholonchea                                               |
|  |                                                             |
|  | \| \| Acantharea \| \| \| \| \| \| Polycystinea \| \| \| \| |
|  |                                                             |
|  | Acantharea                                                  |
|  |                                                             |
|  | Polycystinea                                                |
|  |                                                             |

|  | Acantharea   |
|  |              |
|  | Polycystinea |
|  |              |

|  | Sticholonchea                                               |
|  |                                                             |
|  | \| \| Acantharea \| \| \| \| \| \| Polycystinea \| \| \| \| |
|  |                                                             |
|  | Acantharea                                                  |
|  |                                                             |
|  | Polycystinea                                                |
|  |                                                             |

|  | Acantharea   |
|  |              |
|  | Polycystinea |
|  |              |

También se ha propuesto que podría ser un grupo parafilético.
|  | Polycystinea                                                |
|  |                                                             |
|  | \| \| Acantharea \| \| \| \| \| \| Foraminifera \| \| \| \| |
|  |                                                             |
|  | Acantharea                                                  |
|  |                                                             |
|  | Foraminifera                                                |
|  |                                                             |

|  | Acantharea   |
|  |              |
|  | Foraminifera |
|  |              |

|  | Polycystinea                                                |
|  |                                                             |
|  | \| \| Acantharea \| \| \| \| \| \| Foraminifera \| \| \| \| |
|  |                                                             |
|  | Acantharea                                                  |
|  |                                                             |
|  | Foraminifera                                                |
|  |                                                             |

|  | Acantharea   |
|  |              |
|  | Foraminifera |
|  |              |

Tradicionalmente, Radiolaria había incluido Phaeodarea, que producen esqueletos silíceos pero que se diferencian de Polycystinea en varios otros aspectos. Sin embargo, la semejanza es debida a evolución convergente pues los árboles moleculares lo colocan en Cercozoa, un grupo que incluye varios protistas flagelados y ameboides. Por otro lado, Radiolaria y Cercozoa se incluyen juntos en un supergrupo llamado Rhizaria.

### Polycystinea
Las policistinas constituyen los radiolarios propiamente dichos con un esqueleto construido a partir de sólidos elementos de silíce opalino. Algunas formas carecen, sin embargo, de esqueleto. En otras está compuesto de espículas esparcidas por el citoplasma o tienen una estructura de conchas porosas o enrejadas con formas geométricas muy elaboradas. Por la simetría del cuerpo se distinguen dos tipos básicos de morfología: esférica y cónica. Pueden ser solitarios, alcanzando las colonias, en casos excepcionales, hasta tres metros de diámetro. En la actualidad se conocen unas 700-1000 especies vivas. Las policistinas son los radiolarios que más abundan en el registro fósil.

Esquema de la célula de un acantario: 1-axopodio, 2-espícula radial, 3-filipodio, 4-corteza del ectoplasma, 4-mionema, 6-mitocondria, 7-endoplasma, 8-ribosoma, 7-zooxantela, 8-vacuola, 11-microtúbulos, 12-ectoplasma (calima), 13-cápsula central, 14-aparato de Golgi, 15-gránulo de lípidos, 16-núcleo.

### Acantharea
Los acantarios presentan un esqueleto de celestita (sulfato de estroncio) y son los únicos organismos capaces de incorporar a sus esqueletos este mineral. El esqueleto está compuesto por 20 espículas radiales de sulfato de estroncio que se fusionan en el centro de la célula. Estas espículas se unen a mionemas contráctiles en el periplasma (corteza del ectoplasma). Las células presentan crestas mitocondriales tubulares. Los acantarios, además de ser predadores activos, capturando pequeños organismos con la ayuda de los axopodios que constituyen una de red ectoplasma, a menudo presentan decenas o centenares de microalgas simbiontes en el endoplasma. En ciertos ambientes son los rizarios más numerosos, sobrepasando a foraminíferos y policistinas y pueden formar floraciones que alcanzan hasta medio millón de individuos por m². También se han encontrado a estos organismos a cientos o incluso a miles de metros de profundidad. Acantharea incluye actualmente unos 50 géneros y 150 especies. Acantharea incluye también al peculiar género Sticholonche, que carece de esqueleto interno, aunque presenta numerosas espículas, y que a veces ha sido considerado un heliozoo.

## Radiolarios de Haeckel
El biólogo alemán Ernst Haeckel realizó dibujos exquisitos (y quizá algo exagerados) de radiolarios, foraminíferos y diatomeas ayudando a popularizar estos protozoos entre los microscopistas victorianos. A continuación se muestran varias ilustraciones del libro Kunstformen der Natur (Obras de arte de la Naturaleza), Haeckel, 1904:

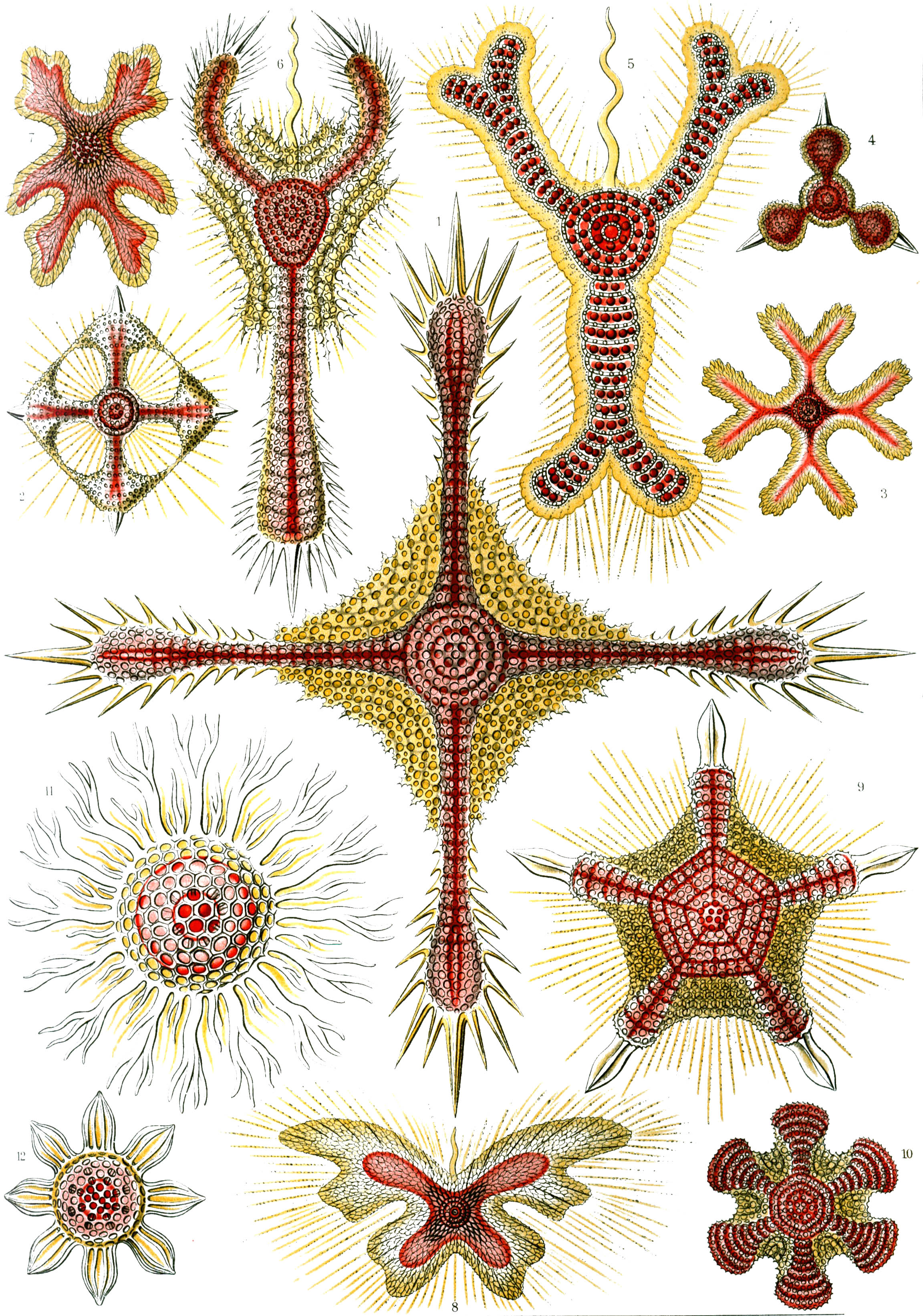
11. Discoidea
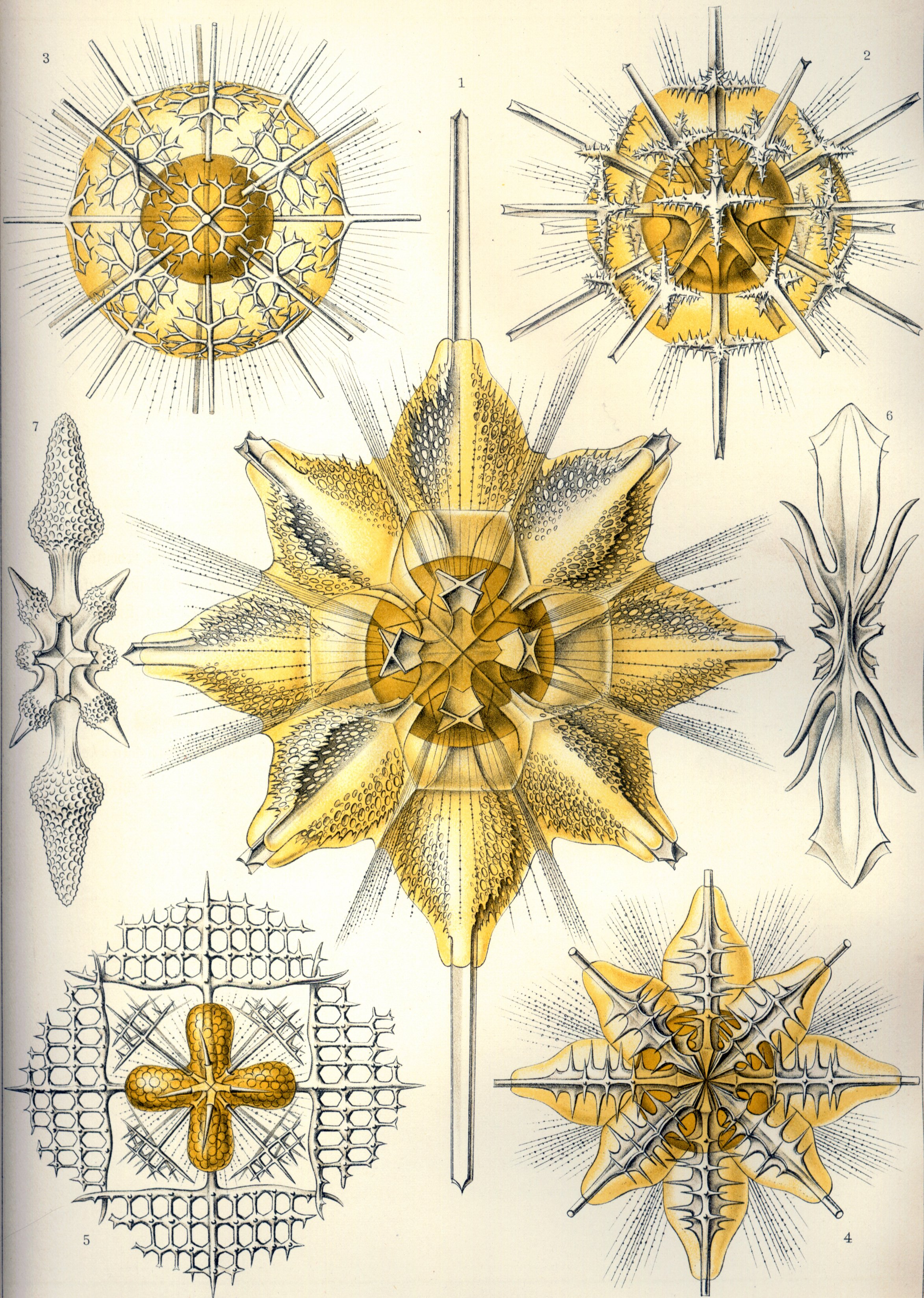
21. Acanthometra
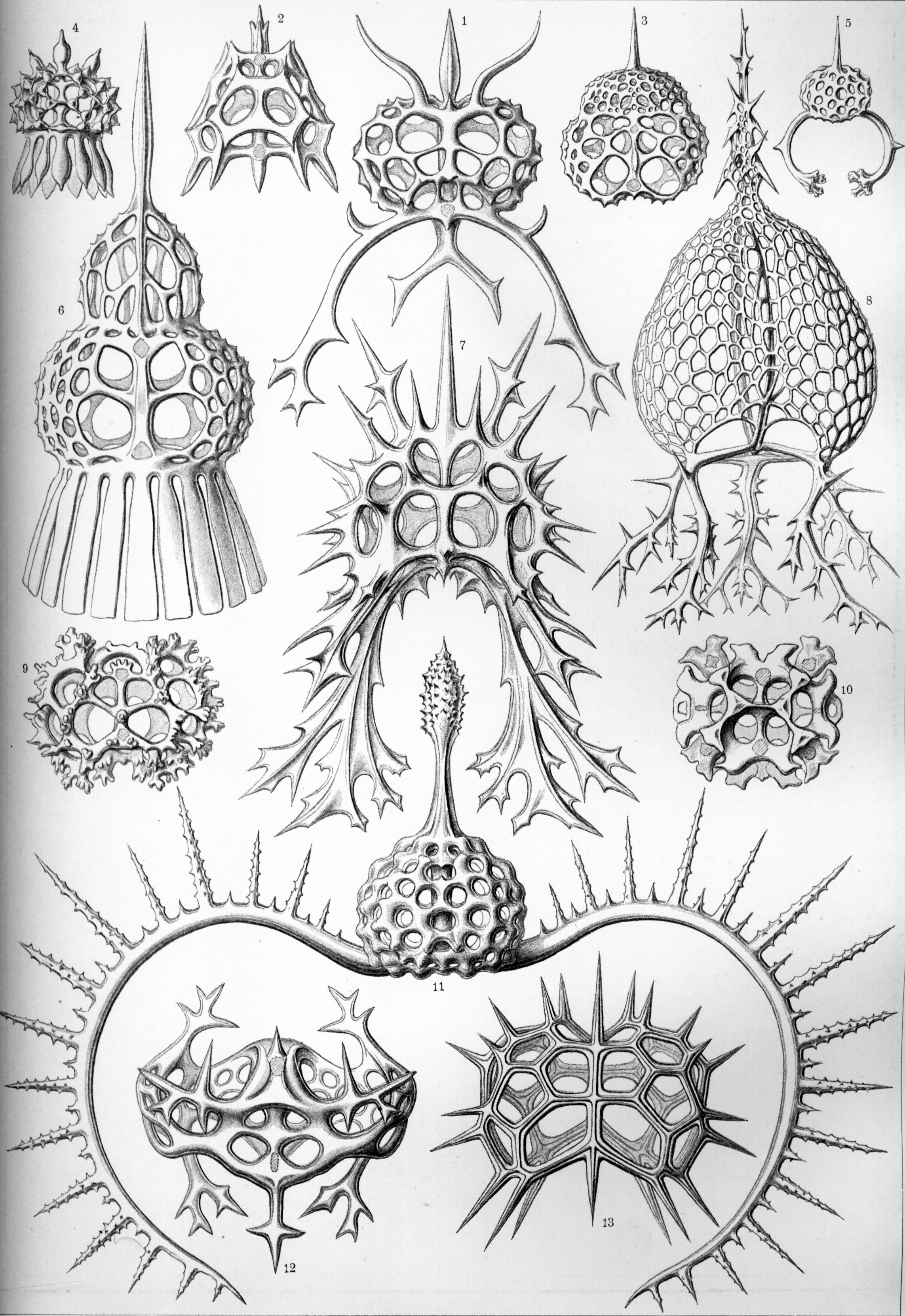
22. Spyroidea
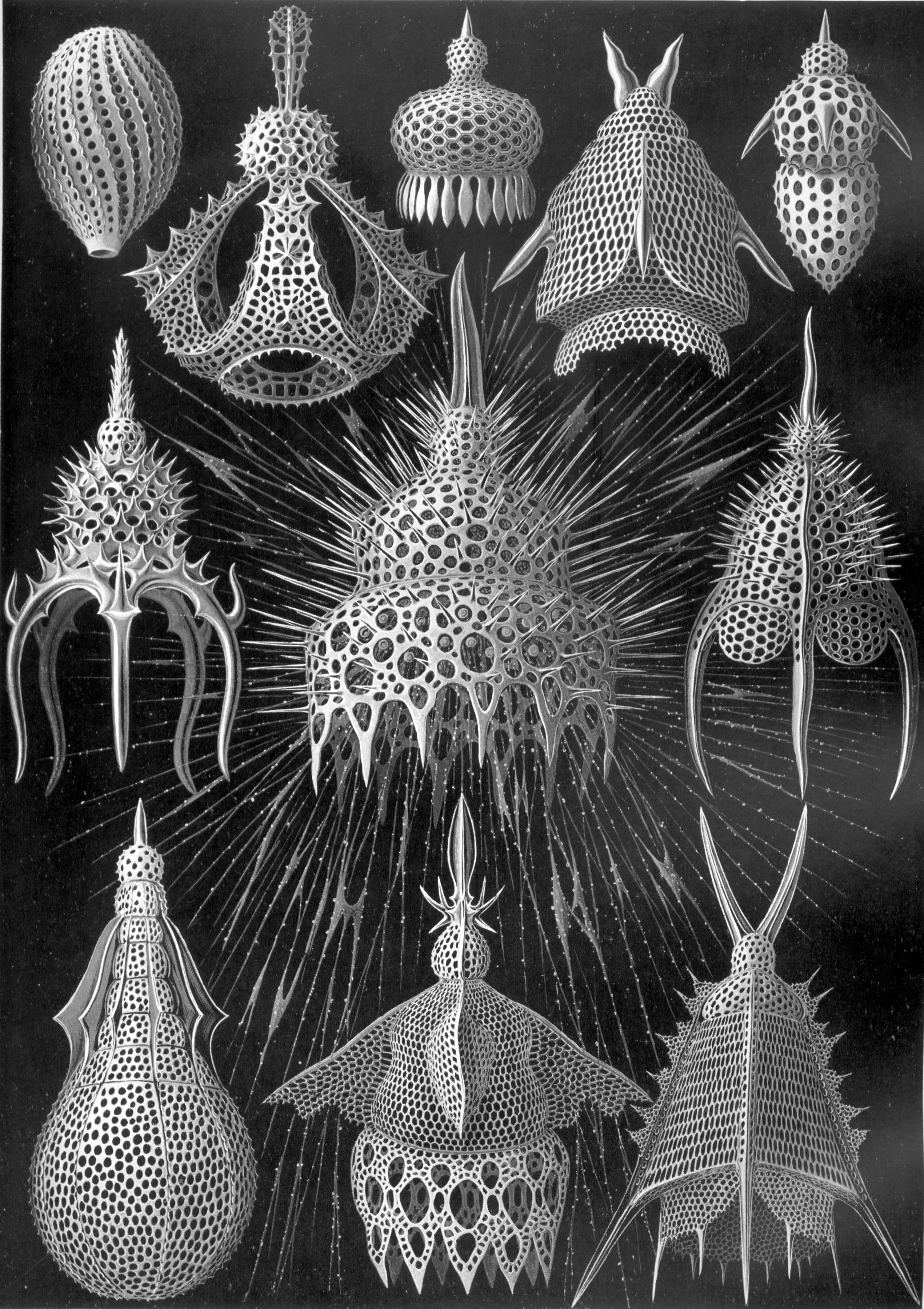
31. Cyrtoidea
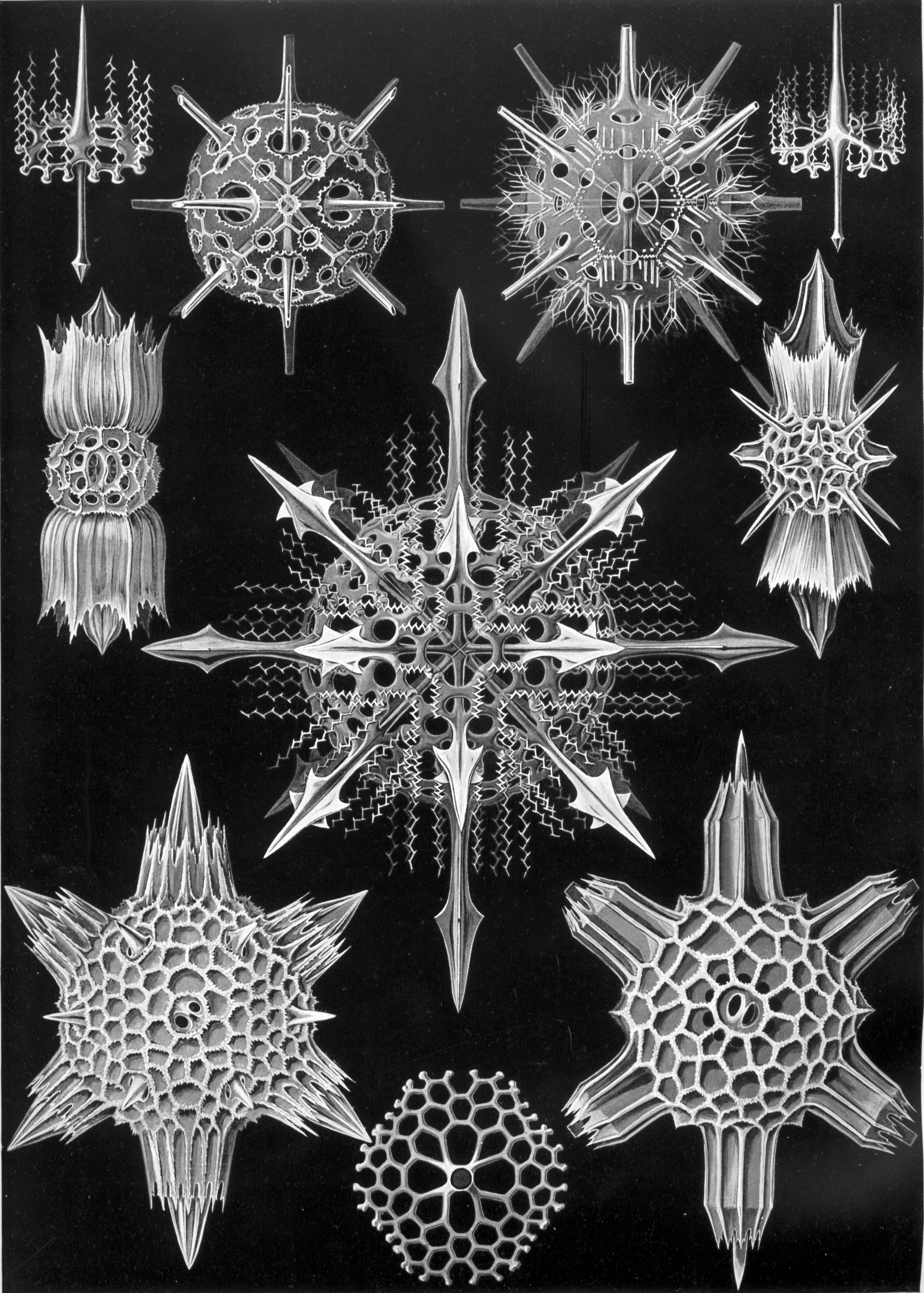
41. Acanthophracta
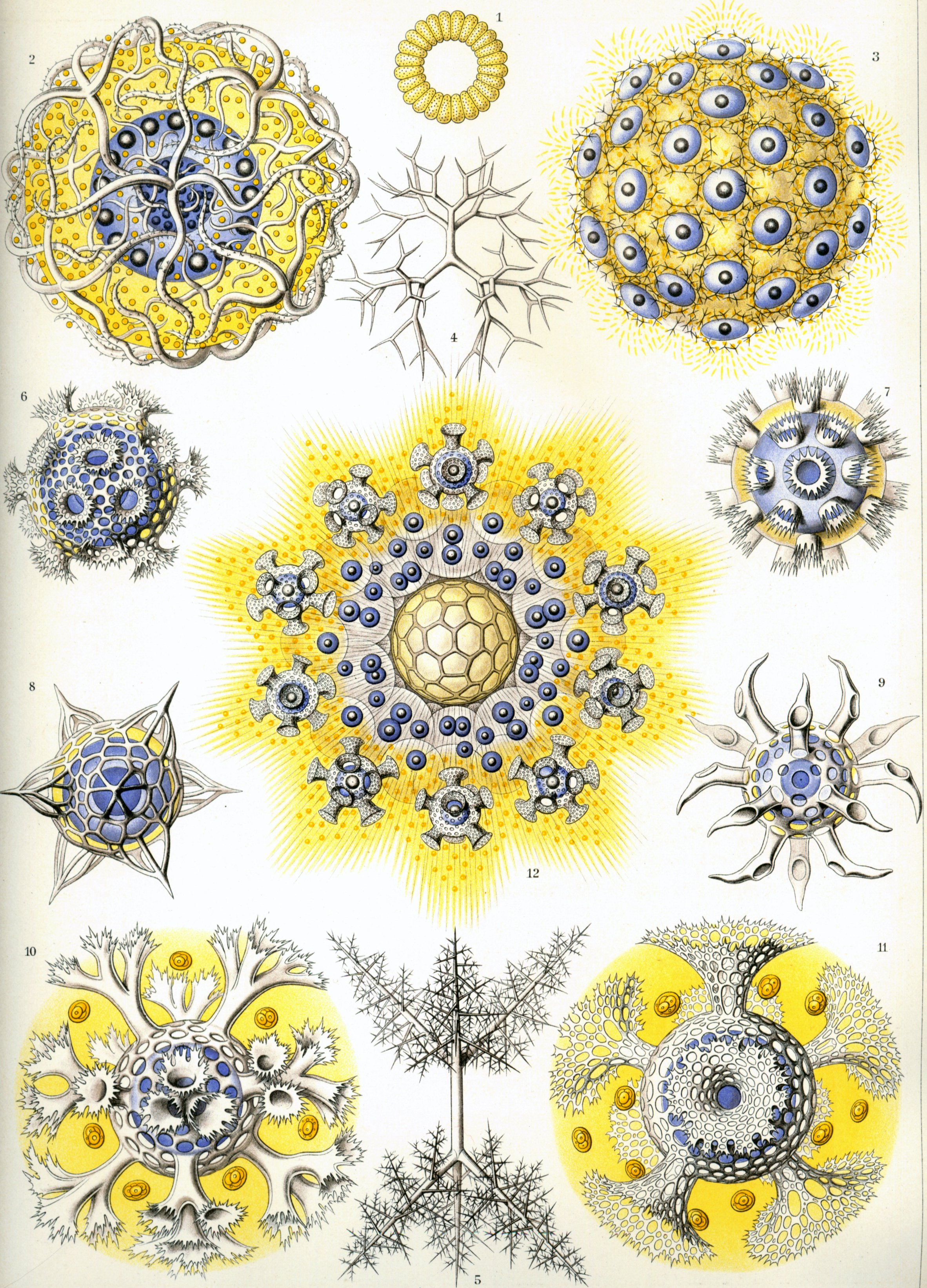
51. Polycyttaria
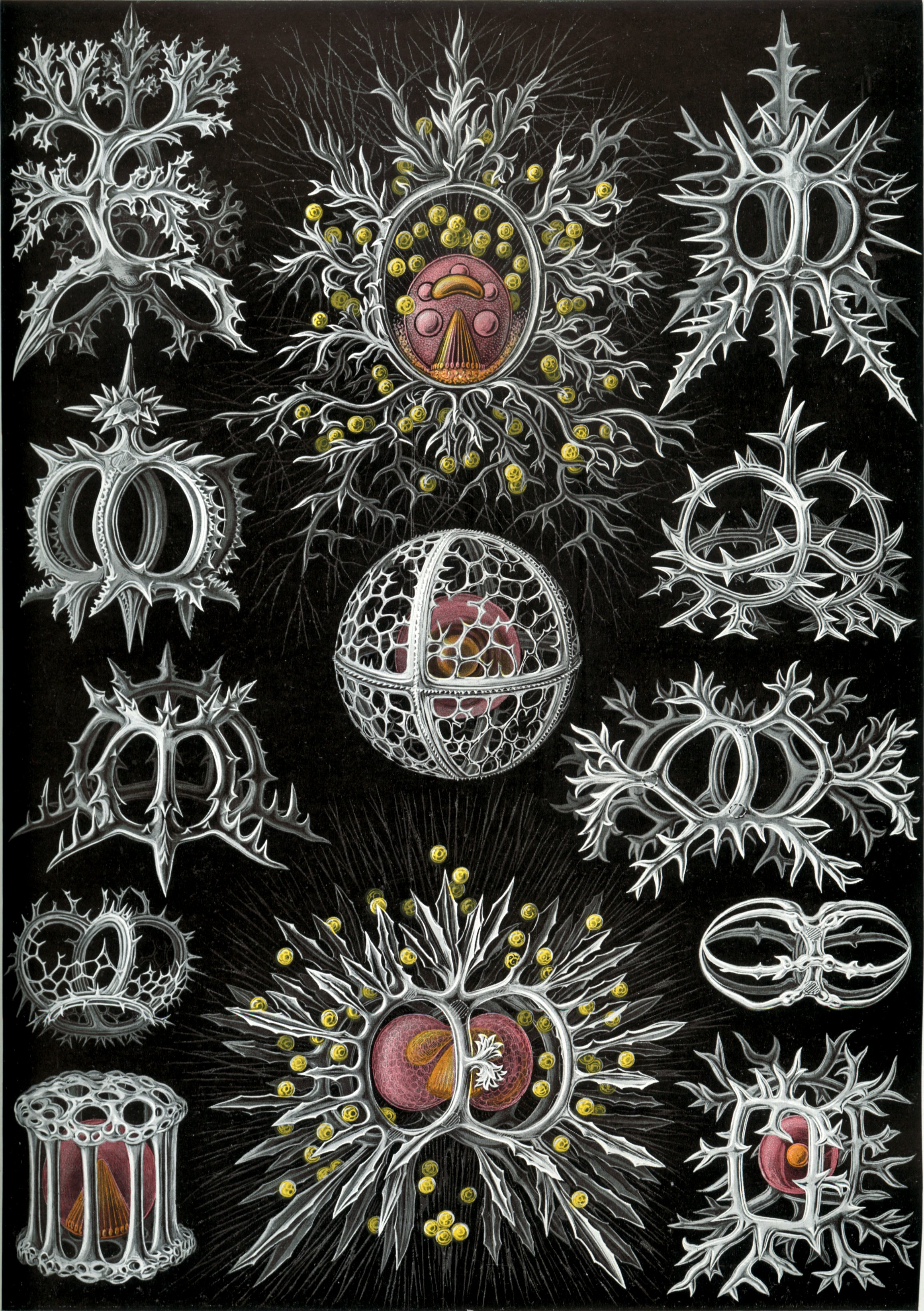
71. Stephoidea
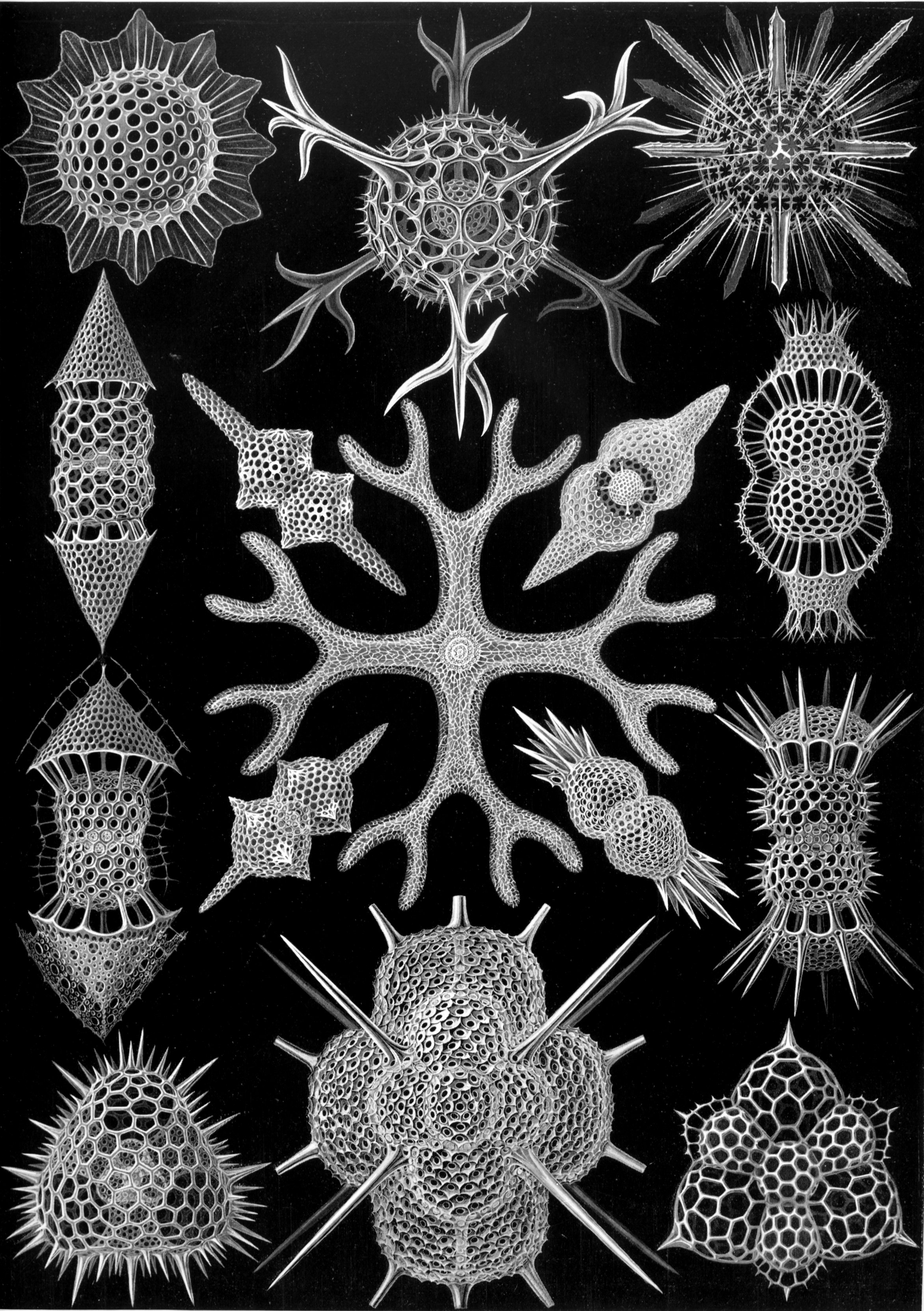
91. Spumellaria